# Джак Харкнес
Капитан Джак Харкнес (на английски: Captain Jack Harkness, настоящето му име е неизвестно) – измислен персонаж от британския научнофантастичен сериал Доктор Кой и неговия спин-оф Торчууд. Харкнес, изигран от Джон Бароуман, първоначално се появява в епизода „Празното дете“ в Доктор Кой през 2005 година и става спътник (компаньон) на Деветия Доктор. През 2006 година Джак става един от главните герои в Торчууд, третият персонаж от Доктор Кой, който има собствен спин-оф. Продължава периодично да се появява в Доктор Кой от 2007 до 2008 с десетото въплъщение на Доктора, а и също в специалните епизоди от 2009 година.
В хронологическа порядка, показана в сериала, Джак първоначално се представя като пътешественик във времето от LI век. За разлика от Доктора, Джак е човек на действията и взима сложни решения на практика. В резултат смъртта му и възкресението му в последния епизод на първия сезон на Доктор Кой Джак става абсолютно безсмъртен. На Земята той става член на института Торчууд.
Джак е първият открито бисексуален партньор на Доктора в историята на сериала. Популярността на персонажа непосредствено оказала влияние на създаването на „Торчууд“, ролята принесла известност и на актьора Джон Бароумън и станал образ за подръжание на младите гейове и бисексуални младежи във Великобритания. Освен в сериалите, Джак Харкнес се появява и в няколко книги и комикси по мотива „Доктор Кой“ и „Торчууд“. За ролята си е номиниран няколко пъти.

## Идея и създаване
Изпълнителният продуцент и главен сценарист Ръсел Т. Дейвис заимствал фамилията на Джак от персонажа на Marvel Comics Агата Харкнес, която използвал по-рано за герой в сериала Century Falls и The Grand. Първоначално Дейвид планирал да нарече героя Джакс (на английски: Jax), но се е отказал, поради сходства с други имена и названия във Вселената на „Доктор Кой“. По-късно Джак използва псевдонима Джакс по време на Втората световна война. Както е планирано, дебютния епизод на персонажа представя по два начина моралните ценности, повдигайки въпроса за членството си, за злата или добрата страна.
Актьорът Джон Бероумън станал един от ключовите фигури в концепцията на капитан Джак. Бероуъмън разказва, че по време на първия си кастинг, Девис и изпълнителният ко-продуцент Джули Гарднър му съобщили, че персонажа е бил написан специално за него. На срещата си с Дейвис, Бероумън играе героя си, говорейки с родния си шотландски акцент, а също и американски и британски, за да подберат най-добрият вариант; Дейвис решил, че американският акцент е най-подходящ. Дейвис искал актьорът му да е „любимец на жените“ и Бероумън е „единственият в цяла Великобритания, който може да го изиграе“. Телевизионни критици сравняват образа на капитан Джак, изигран от Бероумън, с холивудския актьор Том Круз.
Джак е бисексуален и става първият нехетеросексуален персонаж в „Доктор Кой“. Когато го вижда за пръв път Докторът предполага, че ориентацията на Джак ще бъде в норма в LI век, когато човечеството ще живее рамо до рамо с други раси. Въпреки това самата сексуална ориентация на Джак никога не е показвана в сериала; самият Джак мисли, че да си моносексуален не е за него. Дейвис коментира процеса на създаването: „Аз казах: „Време е да се въведе бисексуалност в телевизията“ с акцент на създаване на веселия и самовлюбен Джак в контраст и с отрицателни черти“. За да опише сексуалната ориентация на героя сценаристите използват термините „пансексуалност“ и „общесексуалност“.
Другият сценарист на „Доктор Кой“ Стивън Мофат казва, че въпроса за сексуалната ориентация даже не е възникнала в главата на Джак: „По негово мнение, ако Джеймс Бонд в бъдеще спи с който му хрумне – това ще е нормално“.

## Външен вид и стил
Въпреки че в първите си появи в „Доктор Кой“ Джак носи различни дрехи с началото на първия сезон на „Торчууд“ той се отличава със собствен стил и става „знаков за научнофантастичната мода“. Почти винаги Джак се появява в синьо военно палто от времето на Втората световна война, черни или кафяви панталони, светлосини, светлозелени или сини ризи от една и съща материя. Писател на американския вестник Wired изказал мнение относно гардероба на Джак и най-вече палтото му: "Мисля, че има много с палтото, което винаги носи. Палтата са яки, също като фесовете, папионките и каубойските шапки Стетсън. Единствената разлика е, че капитан Джак никога не казва, че палтото му е яко. То просто е.

## Лицето на Бо
В сцена от епизода „Последният повелител на времето“ сценаристът Ръсел Т. Дейвис намеква, че тайнственото същество на име Лицето на Бо е Джак. Тази идея му хрумнала през 2007 година, когато работил над сценария за сезона. Лицето на Бо представлява голямо безтелесно лице в стъклен резервоар, появил се преди милиарди години според теорията предложена от Дейвис – като следствие на безсмъртието и забавянето на стареенето на Джак. Лицето на Бо се появява в сериала три пъти – за първи път в епизода „Краят на света“ през 2005 година. Бероумън разказва, че той и Дейвид Тенант „скочили крещейки“, когато прочели сюжетната линия свързваща Джак и Лицето на Бо. „Това беше може би най-вълнуващият момент от снимките на този епизод“ – споделя Бароумън. Лицето на Бо трябваше да се появи в сериала само в епизода „Краят на света“, защото създаването му е доста скъпо. Въпреки това на дизайнера за специалните ефекти Нийл Гортън му харесва идеята и кара създателите на сериала да използват персонажа и за напред. Дейвис харесва работата на Гортън и персонажа се появява още два пъти, а в третата серия става ключов герой.